# Denis Nikitin
Bản mẫu:Eastern Slavic name
Denis Aleksandrovich Nikitin (tiếng Nga: Денис Александрович Никитин; sinh ngày 5 tháng 5 năm 1997) là một cầu thủ bóng đá người Nga thi đấu cho F.K. Tosno.

## Sự nghiệp câu lạc bộ
Anh có màn ra mắt tại Giải bóng đá chuyên nghiệp quốc gia Nga cho FC Avangard Kursk vào ngày 20 tháng 7 năm 2016 trong trận đấu với FC Energomash Belgorod.